# 奧林匹克航空545號班機空難
奧林匹克航空545號班機（ML545）是一架由塞薩洛尼基飛往薩摩斯島的希臘國內航班，由肖特330-200執行。1989年8月3日，該班機在薩摩斯島墜毀，導致機上34人全部遇難。

## 經過
545號班機在儀表飛行規則下目視進近，準備降落薩摩斯島機場，但偏離航線4海里。在準備向09跑道進近時，這架肖特330卻正向雲霧籠罩的克吉斯山飛去，隨後在1430米的高度撞山墜毀，機上34人無一生還。這起空難是涉及肖特330的最嚴重空難，也是現時希臘第九嚴重的空難。

## 外部連結
- Airdisaster.com事故介紹 （页面存档备份，存于）